# Melocactus schatzlii
Melocactus schatzlii là một loài thực vật có hoa trong họ Cactaceae. Loài này được H.Till & R.Gruber mô tả khoa học đầu tiên năm 1982.